# Homocranaus tetracalcar
Genre
Espèce
Homocranaus tetracalcar, unique représentant du genre Homocranaus, est une espèce d'opilions laniatores de la famille des Cranaidae.

## Distribution
Cette espèce est endémique du département de Quindío en Colombie. Elle se rencontre vers Alto de La Línea.

## Description
Le mâle holotype mesure 13 mm.

## Publication originale
- Roewer, 1915 : « 106 neue Opilioniden. » Archiv für Naturgeschichte, vol. 81, no 3, p. 1–152 (texte intégral).